# エストラスト
株式会社エストラストは、山口県下関市に本社をおく不動産会社である。

## 概要
下関市を中心に、中四国九州地方で展開する「オーヴィジョン」ブランドの分譲マンション事業を主力としており、九州・山口地方での新築分譲マンション事業主別販売戸数は穴吹興産九州に次ぐ第2位（2012年）である。このほかヤマダ・エスバイエルホームと代理店契約を締結し戸建住宅事業、下関市の中心部に保有する「エストラストビル」でのオフィスビル事業を行っており、あるかぽーとのテナント施設も取得している。
2005年（平成17年）3月、同じく下関市に本社を置き分譲マンション事業を展開していた原弘産の連結子会社となった。しかし、サブプライム住宅ローン危機に端を発した世界同時不況の影響で同社の業績が悪化したこともあり、2008年（平成20年）10月には連結対象から外れた。2012年（平成24年）11月21日、山口県に本拠を置く企業としては初めて東京証券取引所マザーズ市場に上場、2014年（平成26年）8月4日付けで東証一部に指定変更になった（取引開始は8月15日から）。
北部九州を地盤とする都市ガス大手（一般ガス事業者）の西部ガスが経営多角化の観点から2017年に子会社化している。

## 事業拠点
- 本社 - 山口県下関市竹崎町四丁目1番22号
- 福岡支店 - 福岡市博多区博多駅前四丁目4番23号7階

## 沿革
- 1999年（平成11年）1月 - 山口県下関市彦島江の浦町で設立。
- 2000年（平成12年）6月 - オーヴィジョンマンションシリーズ第1棟目を宇部市で分譲開始。
- 2001年（平成13年）8月 - 本社を山口県下関市山の田東町に移転。
- 2003年（平成15年）9月 - 自社分譲事業を開始。
- 2004年（平成16年）11月 - オーヴィジョン草牟田に初めてオール電化エコキュートシステムを採用。
- 2005年（平成17年）3月 - 原弘産の連結子会社となる。
- 2006年（平成18年）
  - 2月 - 宅地建物取引業者免許を国土交通大臣免許に変更。
  - 4月 - 本社を山口県下関市南部町へ移転。エコキュート採用実績についてヒートポンプ蓄熱センターから表彰される。
- 2008年（平成20年）
  - 10月 - 原弘産の連結対象から外れる。
  - 11月 - プライバシーマークを取得。
- 2009年（平成21年）1月 - 本社を山口県下関市椋野町へ移転。
- 2010年（平成22年）9月 - 福岡市に福岡支店を開設。
- 2011年（平成23年）7月 - エコキュート採用実績についてヒートポンプ蓄熱センターから2度目の表彰を受ける。
- 2012年（平成24年）
  - 1月 - エス・バイ・エル（現・ヤマダ・エスバイエルホーム）と代理店契約を締結し戸建住宅事業に参入。
  - 11月 - 東京証券取引所マザーズ市場へ株式上場。
- 2014年（平成26年）8月 - 東京証券取引所第一部に市場変更。
- 2015年（平成27年）
  - 1月 - エス・バイ・エルとの代理店契約を解除。
  - 6月 - 本社を山口県下関市竹崎町へ移転。
- 2016年（平成28年）12月20日 - 下関球場・下関第二球場の施設命名権を取得したことを公表。それぞれ「オーヴィジョンスタジアム下関」「オーヴィジョンスタジアム下関第二球場」とする。契約期間は2017年4月1日から3年間で、契約額は年300万円[2]。
- 2017年（平成29年）
  - 1月23日 - 西部ガスが株式公開買付け（TOB）により当社を傘下に収める方針を発表[3]。
  - 2月24日 - 西部ガスの連結子会社となる[4][5]。
  - 11月21日 - 福岡証券取引所に上場。

## 連結子会社
- 株式会社トラストコミュニティ - マンション管理会社。2005年（平成17年）11月に設立。